# Преселенци
Преселенци е село в Североизточна България. То се намира в община Генерал-Тошево, област Добрич.

## Население
Преброяване на населението през 2011 г.
Численост и дял на етническите групи според преброяването на населението през 2011 г.:
|                     | Численост | Дял (в %) |
| Общо                | 274       | 100,00    |
| Българи             | 230       | 83,94     |
| Турци               | 22        | 8,02      |
| Цигани              | 7         | 2,55      |
| Други               | 10        | 3,64      |
| Не се самоопределят | 4         | 1,45      |
| Неотговорили        | 1         | 0,36      |

## Религии
Православно християнство.

## Личности
- Красимир Костов – бивш служител на МВР, известен като „Гласът на КАТ“.